# Skarbiszów
Skarbiszów (niem. Karbischau) – wieś w Polsce położona w województwie opolskim, w powiecie opolskim, w gminie Dąbrowa.

## Położenie i opis
Skarbiszów leży na Równinie Niemodlińskiej przy drodze z Opola do Brzegu, w odległości 15 km od stolicy województwa. Ma charakter mieszkaniowy z uzupełniającą funkcją rolniczą. Zajmuje powierzchnię 1086 ha.
Od 1950 r. miejscowość należy administracyjnie do województwa opolskiego. Mieszka w niej ok. 500 mieszkańców.

## Historia
Pierwsza wzmianka o miejscowości: początki miejscowości sięgają przełomu trzynastego i czternastego stulecia. Po raz pierwszy Skarbiszów pojawia się w dokumentach z 1350 roku. W źródle z 1447 r. w Skarbiszowie wzmiankowany był kościół p.w. św. Katarzyny.
Pierwsze informacje o właścicielu miejscowości pochodzą z 1440 r., kiedy to w dokumentach księcia opolskiego Mikołaja występuje Nickel (Mikołaj) Irrenberg. Skarbiszów koło Niemodlina należał do niego do 1456 r. Następnie około połowy XVI w. wioskę kupili przedstawiciele rodziny Danewitzów z Janowa. W dokumencie z 1556 r. występuje Jan Danwic Skarbiszowski. W źródłach z lat sześćdziesiątych i siedemdziesiątych XVI w. pojawiali się Joachim i Karol Danwic, prawdopodobnie jego synowie. Ostatni przedstawiciel tej rodziny w księstwach brzeskim i opolskim, Joachim Henryk ze Skarbiszowa zmarł w 1661 roku. Kolejnymi właścicielami majątku w Skarbiszowie były rodziny: von Tschetschau-Mettich, von Proskau, von Biedau i  von Zedlitz. Pod koniec XVIII w. Adam Józef von Larisch (1769-1795) właściciel Poznowic i Skarbiszowa, kupił państwo Izbicko od swojego brata Karola Józefa. 
W XIX w. wies posiadała własna pieczęc gminną, na której wizerunku przedstawiono  chłopa w kapeluszu, idącego po murawie w prawą stronę, z kosą na ramieniu, a na kolejnym tłoku pieczętnym chłopa w kapeluszu, trzymającego kosę w lewej ręce, a prawą rękę opierającego na biodrze.
W 1858 r. dobra w Skarbiszowie nabyła rodzina Wichelhaus, w posiadaniu jej przedstawicieli pozostały do końca drugiej wojny światowej. W księgach adresowych z 1905 i 1921 r. jako właściciel liczącego 570 ha majątek wymieniony został Otto von Wichelhaus. W 1937 r. posiadłość w dalszym ciągu należała do niego, lecz jej powierzchnia zmniejszyła się do 475,85 ha. Dziedzicem Ottona był Peter von Wilchenhaus. Podczas walk w końcowej fazie drugiej wojny światowej w Skarbiszowie zniszczony został pałac i kilka innych budynków.

## Zabytki
Do wojewódzkiego rejestru zabytków wpisane są:
- park dworski, z XVIII w., z poł. XIX w.
- folwark, z XIX w.
  - owczarnia, obecnie dom mieszkalny
  - obora.